# Guitar Hero (série)
Guitar Hero é uma série de jogos eletrônicos de ritmo musical, publicado pela RedOctane em parceria com a Activision e desenvolvido inicialmente pela empresa Harmonix Music Systems até o ano de 2007, passando a continuação da série para a empresa Neversoft. Seu primeiro jogo, Guitar Hero lançado no dia 8 de Novembro de 2005 estreou a série no mundo dos jogos eletrônicos, iniciando assim a trajetória de sucesso.
A série é famosa por usar um controle especial no formato de guitarra elétrica que simula a performance de um músico de rock. O jogador pressiona os botões no controles de acordo com "notas coloridas" que aparecem na tela, simulando o concerto do jogador em uma banda de rock. No jogo, há o modo individual, onde o jogador participa de uma carreira baseada na história de sua banda, bem como o modo cooperativo, onde dois jogadores tocam em conjunto sendo um guitarrista e outro baixista da banda (alternando, dependendo da música, para um na guitarra base e outro na guitarra solo), e o modo competitivo onde dois jogadores executam um "duelo de guitarras" tendo um como vencedor. A série utilizou-se em seu repertório, várias canções de bandas independentes e consagradas do rock, desde dos anos 60 até os tempos de hoje, passando por vários sub-gêneros do estilo musical.
No total, sete jogos da série foram lançados para diversos consoles, tendo sido anunciado o lançamento de novos jogos da série confirmando assim a continuação.
A franquia Guitar Hero se tornou um fenômeno cultural, e os jogos se tornaram extremamente populares como no mundo inteiro rendendo mais de 14 milhões de unidades vendidas e mais de 1 bilhão de dólares arrecadados.
Em abril de 2015, após quatro anos sem lançar um novo jogo, a Activision anuncia o sétimo jogo da franquia: Guitar Hero Live. Esse jogo será um reboot da série e terá um novo controlador com seis botões, além de um novo estilo de gameplay.

## História

### O inicio

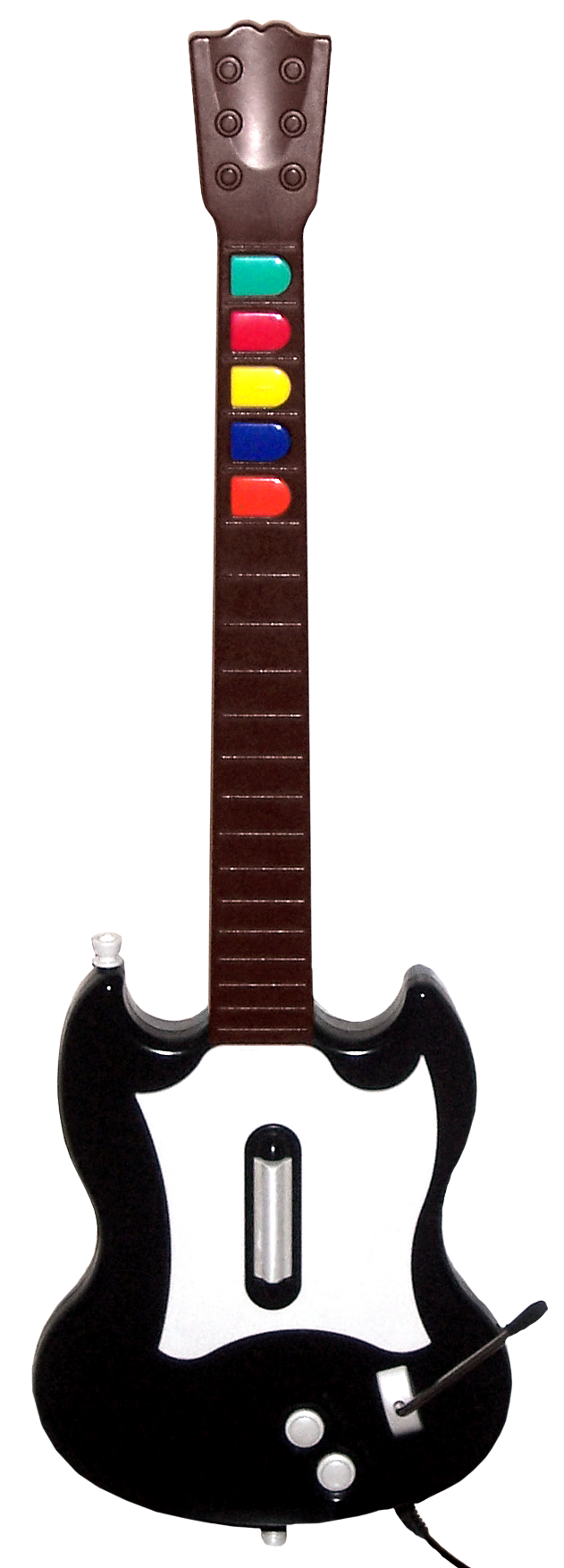
Controle especial Gibson SG feito para o primeiro jogo da série Guitar Hero.

A história da série Guitar Hero começou quando a distribuidora de jogos RedOctane em pareceria com a empresa Activision, contatou a desenvolvedora de jogos eletrônicos Harmonix Music Systems sobre um projeto de criar um jogo musical que funcionasse em conjunto com um controle especial em forma de guitarra elétrica. A Harmonix já era conhecida por jogos do mesmo gênero musical como "FreQuency", "Amplitude" e versões diversas de "Karaoke Revolution" que tinha sido elogiada por permitir aos jogadores criar e executar músicas com o controle Dualshock como se fosse um instrumento musical. Ela então aceitou o projeto com um orçamento de um milhão de dólares.|
Em entrevista, o designer da Harmonix, Rob Kay explica:
| “ | Eles estavam interessados em fazer um jogo de guitarra como o "Guitar Freaks" da Konami; tínhamos um time que tinha acabado de finalizar o jogo "AntiGrav" e pareceu um projeto fantástico. Todos nós estávamos empolgados para trabalhar em um jogo "rock'n roll". | ” |

Os desenvolvedores ficaram empolgados com o projeto de um jogo de "rock", mas não acreditavam que seria um grande sucesso mundial, muitos pensavam que o jogo seria mais um diante de vários jogos do gênero, mas apostaram na diversificação do controle em forma de uma guitarra.
O primeiro jogo da série, intitulado "Guitar Hero" foi lançado no dia 8 de Novembro de 2005, em conjunto com uma guitarra periférica baseada no modelo real Gibson SG, mundialmente famosa por ser usada por Tony Iommi, Frank Zappa e Carlos Santana.Guitar Hero em princípio era igual a todos os jogos de seu gênero, onde o jogador teria que acompanhar as notas de acordo com o ritmo, com mecanismos parecidos com de outros jogos como "Beatmania" e GuitarFreaks, este que nunca saiu do mercado japonês. O diferencial de Guitar Hero foi o incomum e original controle em forma de guitarra, que foi a aposta da RedOctane para o sucesso do jogo. O primeiro jogo da série trazia 30 músicas consagradas de rock como "Smoke on the Water" da banda britânica Deep Purple, até canções de bandas novas como "Stellar" da banda californiana Incubus e "Fat Lip" da banda canadense Sum 41 e mais 17 músicas de bandas independentes, a maioria, canções de bandas dos funcionários da empresa Harmonix. O jogo havia sido lançado apenas para o console da empresa Sony, PlayStation 2. O critério de escolha da trilha sonora foi os "riffs" de guitarra, pois assim haveria maior execução do jogo.

### O sucesso
Guitar Hero foi um sucesso no mercado americano, que logo se espalhou pelo mundo conquistando até o exigente mercado japonês. O jogo ao contrário do esperado, rendeu milhões de dólares e respeito entre os críticos, alcançando 1,5 milhões de unidades vendidas e 1 bilhão de dólares arrecadados. Guitar Hero foi um sucesso entre público de todas as idades e diferentes gostos musicais. Vendo o sucesso do jogo a Harmonix novamente com a RedOctane, começaram a desenvolver a continuação da série, que dessa vez, teria a confiança de um jogo de sucesso. "Guitar Hero II" foi lançado em 7 de novembro de 2006 para o console PlayStation 2 com uma grande empolgação dos fãs do jogo e expectativa do público. O jogo trazia desta vez, 64 músicas no repertório com menos clássicos e mais dificuldade aos jogadores. As músicas atingiam todos os sub-gêneros do rock, passando de punk rock ehard rock, até o famoso rock clássico. O controle desta vez era uma guitarra-periférica baseada no modelo real Gibson SG vermelha. As mudanças foram às melhoras no sistema de reconhecimento de notas e o novo modo cooperativo, onde dois jogadores poderiam tocar juntos, em conjunto (um jogador na guitarra e outro no baixo, alternando, dependendo da música, para um na guitarra solo e o outro na guitarra base). A decaída do jogo foi na regravação das músicas e na trilha sonora com mais "guitarra" e menos "rock". Mas todas essas mudanças não afetaram o público, aumentando assim a popularidade da série. Em 3 de abril de 2007 foi lançado "Guitar Hero II " para o console da empresa Microsoft, Xbox 360 sendo um sucesso de vendas e crítica. O jogo vinha com 10 canções adicionais, uma guitarra-periférica baseada no modelo real Gibson X-Plorer exclusiva e algumas novas funções, mas mesmo assim, não alcançou o número de vendas do console concorrente, PlayStation 2.
A franquia Guitar Hero se tornara uma lenda dos jogos eletrônicos e o para muitos, o melhor de seu gênero vendendo mais de 3 milhões de unidades em todo o mundo, para os consoles PlayStation 2 e Xbox 360.
O último jogo da série a ser desenvolvido pela Harmonix foi "Guitar Hero Encore: Rocks the 80s" para o console PlayStation 2 sendo lançado em 23 de Julho de 2007. A expansão foi baseada em recursos de "Guitar Hero II". O jogo consistia em estética e trilha sonora baseada nos anos 80, mas com a estrutura baseada nos jogos da série anteriores. O jogo não foi bem sucedido e foi tachado de "obrigação contratual", já que a Harmonix não iria mais trabalhar na série musical. A RedOctane, editora da série, foi comprada pela Activision em junho ao mesmo tempo em que foi anunciada em setembro a compra da Harmonix pela MTV Networks. Como resultado das duas aquisições, Harmonix deixaria de desenvolver futuros jogos da série Guitar Hero e a empresa RedOctane iria para o desenvolvimento da Neversoft, uma filial da Activision conhecida por desenvolver jogos da série Tony Hawk's Pro Skater. A Neversoft foi então escolhida para ser a equipe desenvolvedora dos jogos da série. Em entrevista o co-fundador e presidente da Neversoft, Joel Jewett comenta a escolha.
| “ | Eu e minha equipe estávamos trabalhando no jogo Tony Hawk's Project 8, e tínhamos várias coisas para reescrever. A galera descobriu o "Guitar Hero" e começaram a trabalhar nos fins de semana para jogarem o jogo durante os outros dias…Depois de algumas semanas eu recebi um telefonema da Activision: "Joel! Joel! Nós precisamos de alguém para trabalhar no Guitar Hero. Vocês não estão interessados?" | ” |

Em 2007, a Harmonix em parceria com a MTV Games lançaram o novo título de videogame musical, concorrente de Guitar Hero, através da editora Electronic Arts, intitulado Rock Band. Este completava a jogabilidade popularizada pela série Guitar Hero, acrescentando os instrumentos bateria e microfone, permitindo aos jogadores simular uma banda tocando músicas com qualquer instrumento, e não apenas guitarras e baixo.

### Neversoft e a continuação
"Guitar Hero III: Legends of Rock" foi lançado em 28 de Outubro de 2007 para os consoles PlayStation 2,(onde foi desenvolvido pela Budcat Creations), PlayStation 3, Xbox 360, Wii, PC e Macintosh. O jogo foi o primeiro distribuído pela Activision (mesmo os créditos se derem a RedOctane) e desenvolvido pela Neversoft, esta que não teve o código-fonte dos jogos anteriores. A empresa tentou reproduzir ao máximo a jogabilidade e estrutura dos jogos antecessores, para não perder os inúmeros fãs da série e ainda com a intenção de conquistar quem ainda não conhecia ou não gostava do vídeo game. Desta vez o repertório havia sido escolhido cuidadosamente, selecionando músicas clássicas e famosas segundo inúmeros pedidos de fãs. Algumas mudanças ocorreram como melhoria da interface e os locais dos shows, totalmente redesenhados, sem perder a padronização dos jogos anteriores. A diferença desta vez vinha em algumas canções com interpretações originais como "Welcome to the Jungle" da banda Guns N' Roses e "Even Flow" do grupo Pearl Jam. Outra novidade foi o modo cooperativo com trilha sonora com músicas próprias. O controle em forma de guitarra desta vez era baseado no modelo real Gibson Les Paul, com a novidade de ser sem-fio (tecnologia wireless). Guitar Hero III foi um grande jogo como seus antecessores, sendo muito aclamado pela crítica e público, mas não foi uma grande novidade sendo apenas, iguais aos outros com pequenas melhorias.
Em 22 de Junho de 2008 foi lançado o novo "Guitar Hero: On Tour", este lançado apenas para o console portátil Nintendo DS, o qual que estava fazendo um grande sucesso no mercado japonês. O desenvolvimento do jogo ficou para Vicarious Visions. "On Tour" foi muito elogiado pela crítica por conter uma trilha sonora "extensa" para um portátil, e o controle periférico que se encaixa ao aparelho contendo apenas quatro notas (uma a menos do que no controle padrão). O vídeo game foi um grande jogo para o DS contendo várias dificuldades pelo pouco espaço virtual como física. O controle era desconfortável e o jogo ficou maior do que o portátil pode suportar. O jogo manteve a estrutura padrão, sendo praticamente igual aos seus descendentes.
Outro jogo foi o "Guitar Hero: Aerosmith", lançado em 29 de Junho de 2008. A escolha da banda estadunidense Aerosmith foi especulada por ser "uma banda pop do rock'n roll", tendo a banda 150 milhões de álbuns vendidos e várias premiações. Todo jogo foi esteticamente desenhado seguindo o tema "Aerosmith". A trilha sonora continha 40 músicas, havendo também, bandas que serviram de inspiração para o cantor Steven Tyler. O modo carreira desta vez, continha vários locais onde a banda já havia tocado seguindo a trajetória do grupo até o sucesso. Cada integrante ajudou na captura de movimento e ações, para que ficassem mais fieis ao "jeito" real de cada um do grupo. A estrutura do jogo permaneceu a mesma, não contendo novidades de seu antecessor "Guitar Hero III ". O Guitar Hero World Tour impressionou os fans por poder jogar com a banda toda (Guitarra, Baixo, Vocal e Bateria).

### Outros jogos
Guitar Hero III Mobile foi lançado para telefones celulares e Blackberries no ano de 2007 sendo desenvolvido pela MachineWorks Northwest LLC. A versão básica do jogo inclui 15 canções dos repertórios dos jogos Guitar Hero II e Guitar Hero III: Legends of Rock, havendo o lançamento de um novo pacote de músicas a cada mês. O jogo foi baixado na Internet, cerca de 1 milhão de vezes, sendo tocadas 250.000 mil músicas por dia. Um outro jogo para celulares intitulado Guitar Hero III: Backstage Pass foi lançado em Julho de 2008, sendo desenvolvido pela Hands-On Mobile, que além de elementos dos jogos da série, acrescenta a simulação do personagem da banda em seu caminho para o sucesso.
Activision e RedOctane também têm trabalhado com Basic Fun, Inc. para produzir Guitar Hero Carabiner, um portátil que apresenta dez canções a partir do repertório de Guitar Hero e Guitar Hero II. As canções tem a duração de cerca de 30 segundos à exceção de "Jessica", que é de cerca de um minuto de duração. A unidade é moldada como uma pequena guitarra,com cinco botões no dispositivo com a ausência de o "interruptor".

### Futuros jogos
A Activision anunciou oficialmente para o ano de 2008, a estréia da continuação da série intitulado "Guitar Hero: World Tour". A promessa de várias novidades como edição de personagens e a inclusão de vocal e bateria (esta com controle periférico igualmente a guitarra) animou os fãs, que esperam que este seja o melhor jogo da série. A Activision também mencionou que está em seus planos, um jogo da série especialmente dedicado à banda de heavy metal estadunidense Metallica.

## Jogabilidade
A jogabilidade de um jogo da série Guitar Hero é muito semelhante a jogos de gênero musical desenvolvidos pela Harmonix, onde o jogador deve acompanhar o ritmo pressionando o botão adequado para cada situação. O controle especial (guitarra-periférica) foi especialmente feito para o vídeo game, trazendo mais realidade e jogabilidade ao jogo.

### Execução
Ao jogar Guitar Hero, um braço de uma guitarra é estendido e exibido na tela verticalmente, estando as trastes horizontalmente. Com o avanço da música, as notas, representados por marcadores coloridos, indicam na tela, qual botão do controle deve ser pressionado, acompanhando assim o ritmo da canção de acordo com a sonoridade da guitarra.
Quando a nota (marcador colorido) chegar ao fim do curso, passando no local indicado onde a nota deve ser precisamente pressionada (indicado por círculos), o jogador deve pressionar o botão corresponde em seu controle; jogando com um joystick comum, é necessário apenas apertar o botão correto, enquanto o joystick de guitarra exige que a barra de dedilhagem seja pressionada com a tecla da cor correspondente segurada. Em cada nota pressionada corretamente, o som da nota da guitarra correspondente a ao marcador colorido é executado e o jogador arrecada pontos que são totalizados ao fim do jogo. Em cada nota errada, o som da nota correspondente a que devia ser pressionada, não e executado, tendo assim uma "falha" na música.

#### Rock Meter
O Rock Meter é um marcador virtual que tem a função de medir o êxito ou fracasso do jogador ao executar a canção selecionada. Em todos os jogos da série (com exceção do novo "Guitar Hero World Tour") o Rock Meter se localiza do lado direito da interface do jogo. Em sua composição está presente um ponteiro indicando o êxito do jogador movendo-se horizontalmente; para a direita (para cima) quando o jogador executa a nota com perfeição, ou para a esquerda (para baixo) quando o jogador erra (perde) a nota correspondente. Há também seções onde se é marcado em que nível de êxito em que o jogador se encontra:
- Vermelho: Ruim
- Amarelo: Regular
- Verde: Bom.

Caso o Rock Meter caia abaixo da seção vermelho a canção irá automaticamente parar, indicando o fim do jogo, sendo considerados muitos erros pelo jogador, mas isso pode ser possivelmente evitado com o uso do Star Power, que aumenta o nível do Rock Meter mais que o normal. Sendo o jogador bem sucedido na execução de uma longa série de notas sucessivas com sucesso, os pontos do jogador são multiplicados de acordo com as notas executadas no tempo de execução perfeita, com cada 10 notas corretas aplicando um multiplicador sucessivo até o máximo de 4 (ou seja, quadruplicando a pontuação normal; este teto sobe para 8 com o Star Power ativado), mas com o possível erro, os pontos param de ser multiplicados, começando uma nova série. O Rock Meter de Guitar Hero III vem com um marcador indicando quantas notas em sequência o jogador conseguiu atingir.

#### Star Power Meter
Segmentos selecionados das canções são considerados especiais, sendo indicado pela mudança dos marcadores coloridos redondos, para marcadores em forma de "estrelas brilhantes". Com êxito na execução da série especial, irá preencher uma seção (indicado por uma lâmpada e meia, ou 25% da barra) no Star Power Meter, este localizado sobre o Rock Meter. A partir da metade do preenchimento do Star Power Meter, o jogador pode ativar o Star Power pressionando a tecla Select ou erguendo a guitarra na posição vertical, tendo assim o jogador um tempo limitado em que o Rock Meter aumente rapidamente e oferece o dobro de pontos, mesmo com possíveis erros de execução, enquanto a barra de Star Power é drenada. A ativação do Star Power é indicada por mudança de cor no braço vertical (fretboard), com todas as notas assumindo um tom azul fluorescente e efeitos elétricos surgindo na tela.

#### Whammy Bar
Outra maneira de se completar o Star Power Meter é utilizando a técnica do Whammy Bar (alavanca de trêmulo), que consiste em executar efeitos sonoros em notas extensas. Ao movimentar a alavanca, o som de cada nota é variado no tom, mais agudo ou mais grave. Quando este efeito é executado durante um fraseado de Star Power, a barra se enche gradualmente, proporcionando mais do que os 25% de barra que o fraseado proporciona quando concluído de modo regular. Além de, no modo Battle(mesmo no modo Carrer), tem que ser pressionada rapidamente para sair do ataque intitulado "Whammy", que faz você perder todas as notas.

#### Concerto
Quando a música é executada, ao fundo da interface do jogo, é exibido uma banda virtual a qual todos os "integrantes" se movimentam, caracterizando a execução de seus respectivos instrumentos musicais em um concerto de rock. Esses concertos virtuais são executados em locais reais e ficcionais, onde representa a história da banda em longo de sua carreira, tendo o jogador como participante desta história. Há também a presença de um público virtual, que reage positivamente, ou negativamente dependendo do desempenho do jogador medido pelo Rock Meter. A partir de "Guitar Hero II", foi acrescentado iluminação especial e outros efeitos sincronizados, para proporcionar uma experiência mais completa do concerto. Guitar Hero Live substitui parcialmente a ambientação por uma série de vídeos interativos filmados a partir da perspectiva do guitarrista, ao passo que no modo "GHTV" é exibido o videoclipe da música selecionada.

### Modos de jogo
Em um jogo da série Guitar Hero, há dois modos de jogo: Single Player para um jogador, e Multiplayer para dois jogadores.

#### Career
O principal modo a ser jogado é o modo Carrer ("Carreira", em português), onde um único jogador interpreta o guitarrista de sua banda fictícia, executando uma turnê com concertos em diversos locais. O jogador passa pela história de sua banda passando desde dias no anonimato, até dias de glória e fama, passando por vários locais adequados a essa linha de tempo. Para se passar de um local a outro, o jogador deve executar no mínimo quatro (três, a partir de Guitar Hero 2) canções de cinco(quatro), sendo uma delas o "Encore", indicando assim o trasferimento de arena. Quando é finalizada a canção "Encore", libera-se mais cinco(quatro) canções tendo-se que ser executadas mais quatro(contando com Encore), assim como no local anterior e assim também, na arena posterior. Em algumas arenas, a canção "Encore" é trocada por um duelo com outro guitarrista famoso. Com a posterior vitória do jogador, é então executada uma canção do respectivo adversário, tendo que ser executada então, cinco(quatro) músicas de sete(seis). O jogador pode escolher a dificuldade do jogo, que apresenta diferenças de níveis como na velocidade da caída do fretboard, assim como o surgimento de notas extras e a maior quantidade de notas a serem executadas. As opções a serem selecionadas são:
- Easy (Fácil)
- Medium (Médio)
- Hard (Difícil)
- Expert (Experiente)

Há também a escolha do personagem que vai seguir a carreira, tendo cada um deles, características próprias, baseadas em cada estilo musical. Também há a escolha da guitarra, contendo modelos reais e outros fictícios. Com o desempenho em cada música, o jogador pode ir a uma loja virtual intitulada "Guitar Store" liberando assim canções, vídeos e personagens extras, customizações de personagens, e instrumentos musicais com possíveis cores extras.

#### Quick Play
Quick Play ("Jogo rápido", em português) é o modo mais rápido de ser executada uma canção, já que permite ao jogador escolher o local do show, o personagem correspondente, a guitarra a ser usada, e a dificuldade, não seguindo nenhuma história. Após a finalização com sucesso de uma canção, são atribuídos pontos ao jogador e uma classificação de três a cinco estrelas, dependendo de seu desempenho na execução da música. Atribuído certo número de pontos, o jogador pode escrever seu nome em um ranking, contendo os jogadores que ganharam o maior número de pontos na canção executada em certa dificuldade.

#### Face-Off
Face-Off ("Confronto", em português) é um modo multiplayer competitivo, no qual dois jogadores fazem um duelo de guitarras em uma música à sua escolha. O Rock Meter é substituído por um medidor de desempenho, posicionado entre os braços dos dois jogadores, que pende mais para um lado ou para o outro dependendo do desempenho de ambos. Os dois jogadores se alternam em trechos diferentes da música, e vence quem conseguir levar o medidor totalmente para seu lado, ou quem estiver com o medidor do seu lado ao final da música. Guitar Hero II adiciona o modo Pro Face-Off ("Confronto Profissional"), no qual os dois jogadores executam a música em sua totalidade, mas as outras regras são as mesmas.

#### Battle
No modo Battle ("Duelo", em português), que substitui o Face-Off e o Pro Face-Off dos dois primeiros jogos, dois jogadores executam um duelo de guitarras. É exibido na interface do jogo, duas fretboards sendo o primeiro jogador na esquerda e o segundo jogador na direita. Os jogadores tem a finalidade de executar a canção corretamente e atrapalhar o outro jogador, lhe lançando obstáculos e armadilhas de forma que o jogador adversário erre a execução, de modo que o Rock Meter chegue no vermelho, tendo assim a paralisação da canção, indicando o jogador campeão do duelo. Em caso de finalização da canção pelo dois jogadores, o desempate (Sudden death (Morte súbita)) consiste na repetição da música porém todos os ataques são substituídos pelo Death Drain (Dreno fatal) que leva Rock Meter do adversário ao vermelho mesmo sem erros, a melhor forma de retardar o efeito e não errar notas, porém isso fica difícil graças a uma animação que vai cobrindo o fret board aos poucos. No Guitar Hero World Tour, o modo Battle é reestruturado de forma a voltar a ter a mesma funcionalidade do antigo modo Face-Off (ou seja, ambos os jogadores se alternando em determinados trechos, sem ataques, com o vencedor sendo aquele que tiver o maior Rock Meter no final), e o Sudden Death foi substituído pelo Do or die (Faça ou morra) onde a música e reiniciada com 200% da velocidade.
OBS: Nas Guitar Battles do modo Carreira, a segunda fretboard mostra o computador jogando, e, caso você chegue até o final da música sem vencer o computador usará o Death Drain, você perde, não há desempate.

#### Co-op
No modo Co-op ("Cooperativo", em português), dois jogadores jogam em conjunto, sendo um deles o guitarrista e outro baixista (alternado, dependendo da música, um na guitarra base e outro na guitarra solo). Em Guitar Hero III e Aerosmith, é introduzido um modo cooperativo com a mesma estrutura do modo Career, com alguns elementos do modo Battle.

#### Training
Training ("Treinamento", em português) é o modo de treino, onde o jogador pode assistir a tutoriais e aprender executar as canções. O jogador tem a opção de escolher qual instrumento ele quer tocar, assim como a canção a ser treinada. O jogador ainda tem a opção de selecionar seções da canção a ser executada, bem como diminuir a velocidade da canção, para um maior experiência e aperfeiçoamento do jogo.

### Controle especial

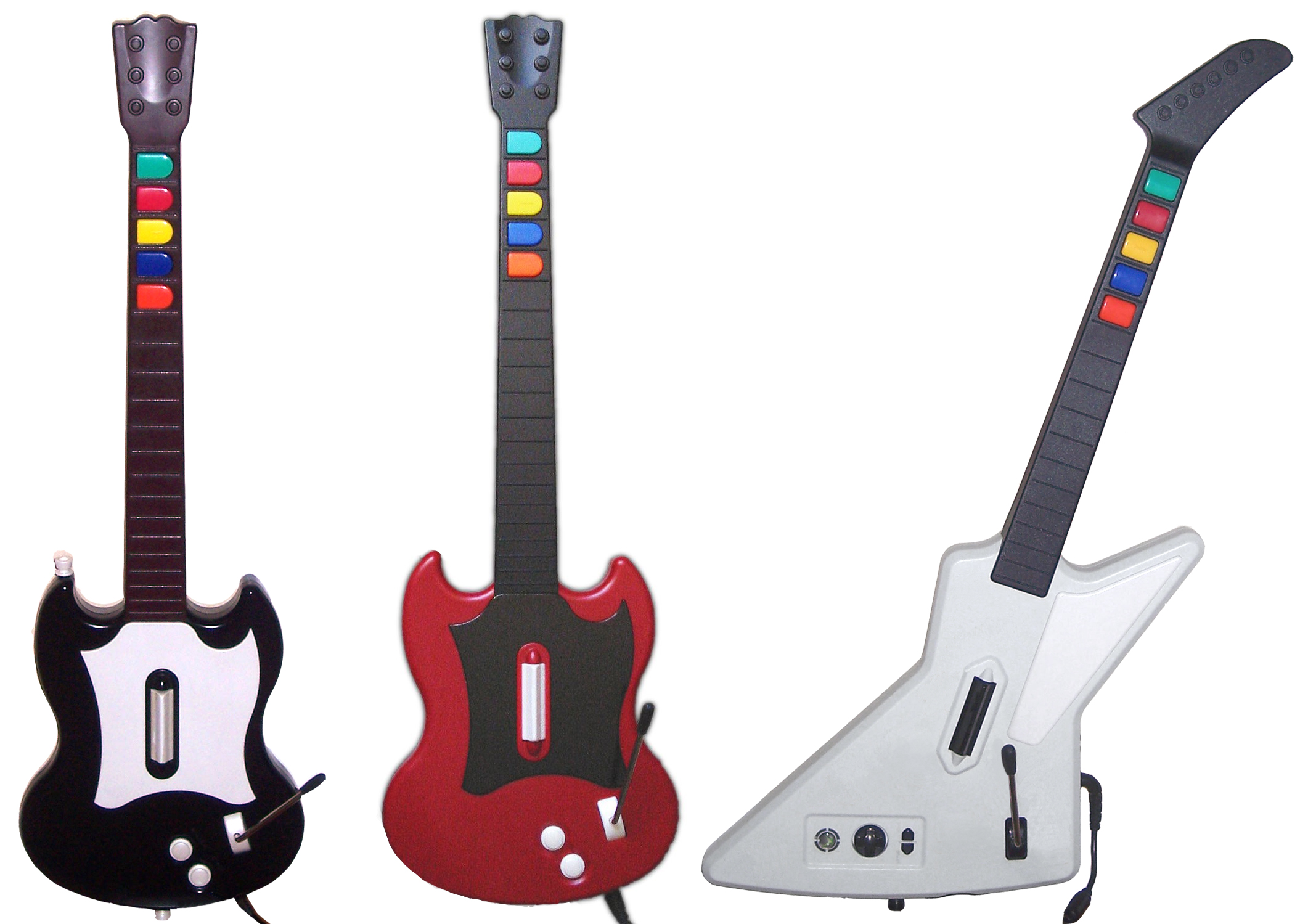
Os controles especiais: Esquerda – Gibson SG (Guitar Hero – Play Station 2); Centro Gibson SG (Guitar Hero II – Play Station 2; Direita – Gibson X-Plorer (Guitar Hero II e Guitar Hero III: Legends of Rock - Xbox 360, PC e Mac).

Em conjunto com o jogo, há um controle especial com características de uma guitarra elétrica, que ficou conhecido popularmente como "guitarra-periférica" ou "guitarra-controle" ou "guitarrinha". Este controle é composto por cinco botões coloridos representando as notas, um "interruptor", representando uma paleta, e a Whammy Bar, em forma de alavanca onde se varia o tom das notas musicais a serem executadas. No primeiro jogo da série, "Guitar Hero", este controle teve a forma baseada no modelo real Gibson SG, fabricado pela empresa estadunidense Gibson Guitar Corporation. O modelo tinha as mesmas características da original, tanto fisicamente, como esteticamente. O primeiro controle foi de cor preta e branca e veio em um pacote, juntamente com o primeiro jogo da série.
No segundo jogo da série, "Guitar Hero II", o controle foi baseado no modelo real Gibson X-Plorer da mesma empresa Gibson. O modelo, assim como o primeiro, continha as características físicas e estéticas do modelo de referência. Desta vez a cor era um branco inteiro. Com o lançamento do jogo para o console Xbox 360, projetou-se um modelo de controle igual ao já fabricado, mas sendo totalmente branca.
Em "Guitar Hero III: Legends of Rock", o modelo de referência foi à famosa guitarra Gibson Les Paul, da mesma empresa Gibson, sendo a guitarra mais famosa da empresa e do mundo. O modelo desta vez vinha na cor principal preta, com bordas brancas.

#### Funções

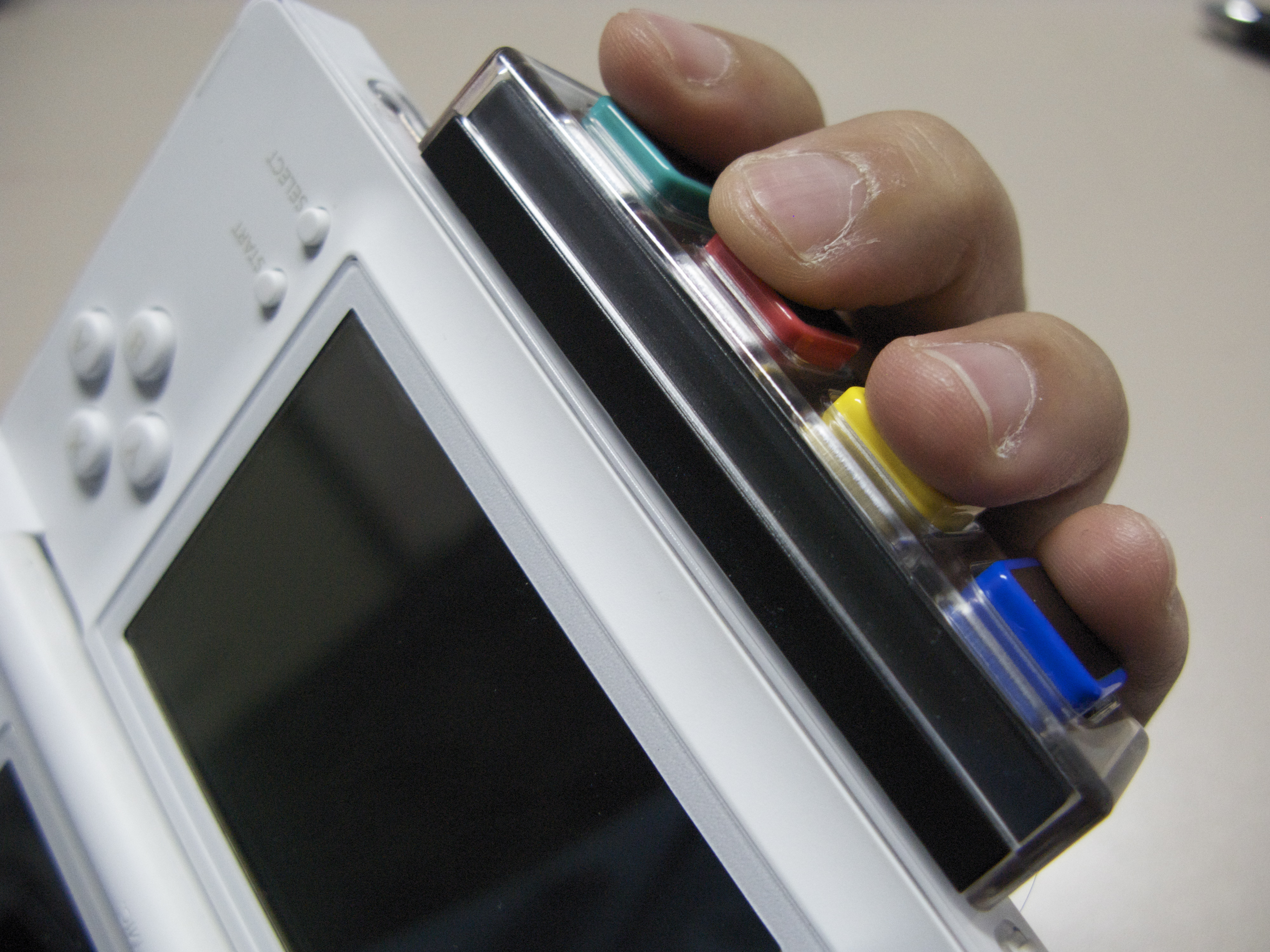
Acessório Guitar Grip para Nintendo DS.

As funções do controle especial são compostas por cinco botões coloridos, representando as notas, presentes no braço do aparelho; um suposto "interruptor" que simbolizaria uma paleta; e a Whammy bar em forma de alavanca. As funções são iguais a qualquer controle e seguem a mesma jogabilidade explicada até agora.

#### Hammer-on e Pull-off (HO-PO)
Hammer-on e Pull-off (ou HO-PO) são técnicas reais de guitarra que no jogo, consistem em ativar uma nota e tocar as próximas sem a utilização da movimentação do "interruptor". Seqüências deste tipo de notas são marcadas por um esboço branco no marcador colorido. Em "Guitar Hero III" foi adicionado um efeito brilhante de cor branca sobre o marcador, tornando mais visível estas notas.

## Impacto cultural

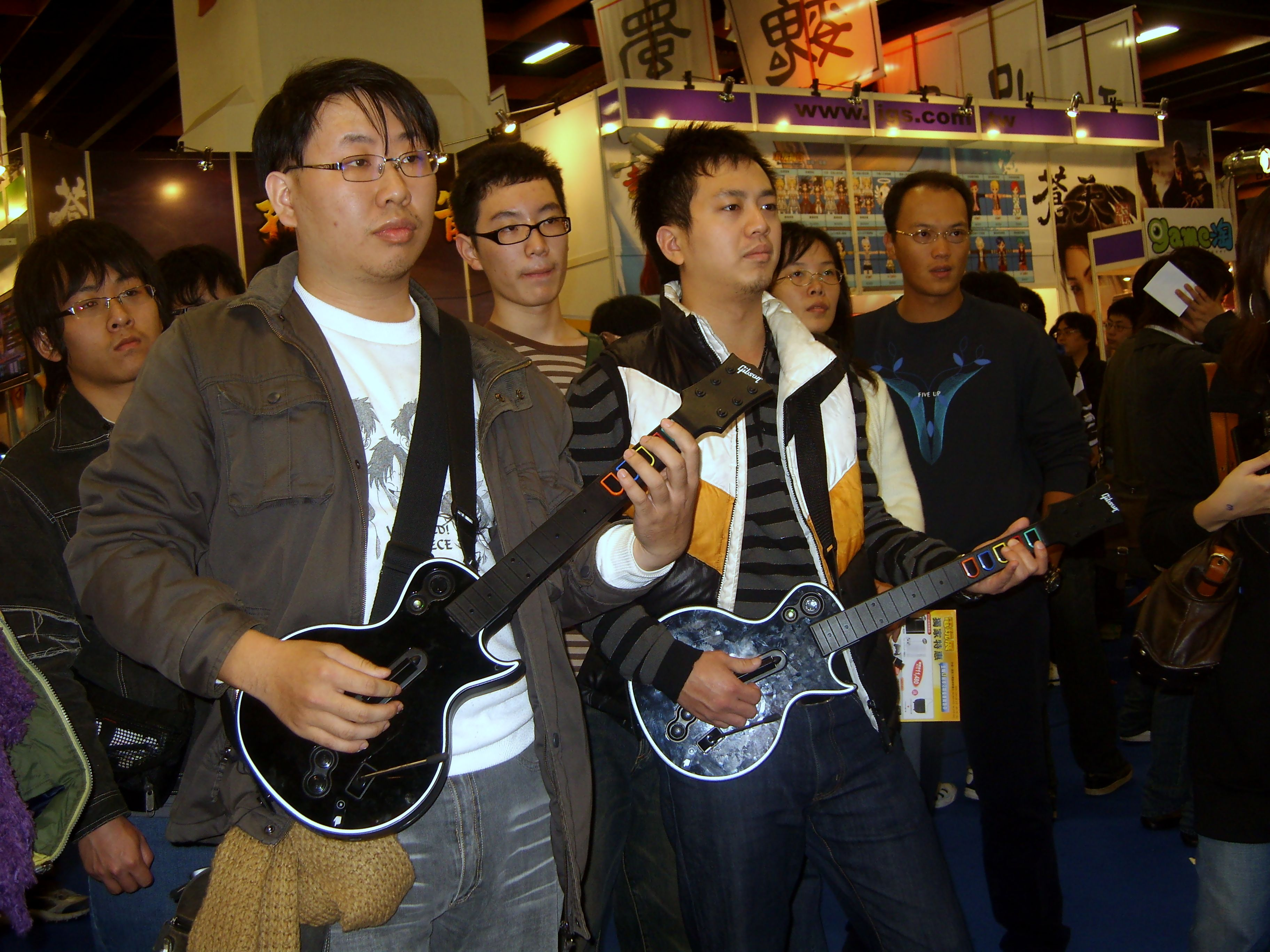
Taiwaneses jogando Guitar Hero III: Legends of Rock em evento na cidade de Taipei em Taiwan.

A série Guitar Hero causou um grande impacto cultural, tornando-se um "fenômeno". Os jogos da série se tornaram muito populares, o que os levou a serem jogados em uma variedade de locais. Vários bares, nos Estados Unidos e Canadá oferecem festas chamadas popularmente por "Guitar Hero Nights", que segundo os donos dos estabelecimentos, fazem o lucro do dia triplicar. O site Salon.com argumentou que a série Guitar Hero é responsável por muitas pessoas gostarem de rock e inspirá-los a aprenderem tocar guitarra. O artigo também estabelece que os jogos ajudam guitarristas iniciantes aprenderem a sensibilidade do ritmo, bem como desenvolver a destreza manual e a coordenação motora das mãos, para tocarem o instrumento. Guitar Hero entrou para o Guinness World Records com seus jogadores Chris Chike e Daniel Johnson Poe, por arrecadarem maior números de pontos na canção "Through the Fire and Flames" da banda DragonForce, presente em Guitar Hero III: Legends of Rock, durante o campeonato mundial. Devido ao grande sucesso, grandes empresas, desenvolvedora de jogos eletrônicos, estão agora com projetos de concorrentes de Guitar Hero, como é o exemplo da própria Harmonix, que agora investe em Rock Band, o principal concorrente da série. O chamado "Efeito Guitar Hero" se espalhou pelo mundo, alcançando as empresas fonográficas. As bandas presentes no repertório dos jogos da série tiveram um significativo aumento no número de álbuns vendidos, principalmente no mundo virtual (Internet). As canções na trilha sonora da série tiveram um grande aumento no número de downloads, como o exemplo da canção "Through the Fire and Flames", que de 2 mil downloads semanais, subiu para 230 mil após o lançamento do terceiro jogo da série. Sobre esse fenômeno, Jonas Nachsin, presidente de uma gravadora explica:
| “ | Você pode se surpreender, mas não apenas as vendas digitais como as de álbuns em CD’s, também aumentaram de maneira significativa… Bandas como Slipknot e Killswitch Engage também sofreram o mesmo efeito. | ” |

Muitos críticos comentam que Guitar Hero foi o "Salvador do rock’, já que as gravadoras estavam passando por crises, devido a presença dos downloads de músicas na Internet, comprometendo assim as vendas de álbuns. Em entrevista, Marc Reiter explica:
| “ | Ultimamente tem sido um período tão ruim para a indústria musical que essa é uma das melhores notícias que recebemos nos últimos tempos…realmente acho que apenas começamos a arranhar a superfície, só começamos a explorar o impacto que jogos eletrônicos podem ter nas vendas de músicas e instrumentos. | ” |

A banda estadunidense Aerosmith, teve um dramático aumento de popularidade com o lançamento do jogo Guitar Hero: Aerosmith, tendo o jogo exclusivamente dedicado ao grupo. Sendo inicialmente rejeitado pelos fãs da série, o jogo conquistou público de todas as idades. As músicas e vídeo clipes da banda tiveram um aumento significativo de downloads e visitas diárias na Internet, como o site de compartilhamento de vídeos YouTube, e o de relacionamentos MySpace. Vários artigos relacionados a banda foram vendidos como camisetas e bonés. A banda também re-gravou várias músicas antigas para o jogo, incentivando antigos e novos fãs a comprarem o vídeo game.

### Na cultura popular
Guitar Hero fez várias aparições na cultura popular. Guitar Hero II é a peça central de um episódio do desenho South Park, intitulado "Guitar Queer-o", no qual Stan e Kyle ficam viciados no jogo e acabam sendo tratados como estrelas do rock. O primeiro episódio foi transmitido em 7 de Novembro de 2007, 10 dias após o lançamento do terceiro jogo da série nos Estados Unidos. Em um episódio da série americana Metalocalypse intitulado "Dethvengance", é vísivel um controle de Guitar Hero preto na cama de um rapaz tentando baixar músicas da banda Dethklok ilegalmente. A canção tocando em seu computador é "Thunderhorse", uma das canções no repertorio de Guitar Hero II. No episódio da mesma série, intitulado "Dethkids", uma criança doente compõe uma música para o guitarra base da banda Dethklok, Toki Wartooth usando um controle especial de Guitar Hero. Ellen DeGeneres jogou Guitar Hero muitas vezes em seu Talk Show em 2008. Durante o monólogo de seu programa, no dia 25 de Janeiro de 2008, ela é vista executando a canção "Barracuda", da banda Heart, presente em Guitar Hero III: Legends of Rock.
No vídeo clipe da cantora estadunidense Mariah Carey, "Touch My Body", é presente um técnico de computadores (compu-nerd) em uma cama tocando um controle de Guitar Hero e estando escrito em sua camisa: "Chicks Love Rock" ("Garotas adoram rock", em português).

### No Brasil
A presença de Guitar Hero no Brasil fez com que vários amantes do rock conhecessem bandas presentes apenas no cenário regional de seus países. Várias pessoas que não conheciam o estilo musical acabaram conhecendo e gostando, tendo o mesmo efeito de aumento no número de downloads diários. Há também o "Rockplay", o maior campeonato de Guitar Hero do Brasil.

### Em Portugal
Em Portugal, a série conseguiu muitos fãs, ainda sendo atrapalhado com a baixa divulgação no país e os fortes concorrentes, principalmente no computador, como Frets on Fire. Mesmo assim, em Portugal, Guitar Hero conquistou vários fãs que incentivam e levam o fenômeno a frente.

## Jogos da série
| Jogos Principais       | Jogos Principais                  | Jogos Principais                                                                             | Jogos Principais      | Jogos Principais                                                |
| Ano                    | Título                            | Desenvolvedor(es)                                                                            | Distribuidor(es)      | Plataforma(s)                                                   |
| ---------------------- | --------------------------------- | -------------------------------------------------------------------------------------------- | --------------------- | --------------------------------------------------------------- |
| 2005                   | Guitar Hero                       | Harmonix                                                                                     | RedOctane, Activision | PlayStation 2                                                   |
| 2006 (PS2) 2007 (X360) | Guitar Hero II                    | Harmonix                                                                                     | RedOctane, Activision | PlayStation 2, Xbox 360                                         |
| 2007                   | Guitar Hero III: Legends of Rock  | Neversoft (X360 e PS3) Aspyr Media (PC e Mac) Vicarious Visions (Wii) Budcat Creations (PS2) | RedOctane,Activision  | PlayStation 3, Xbox 360, Wii, PlayStation 2, PC, Mac            |
| 2008                   | Guitar Hero World Tour            | Neversoft (X360 e PS3) Vicarious Visions (Wii) Budcat Creations (PS2)                        | RedOctane,Activision  | PlayStation 3, Xbox 360, Wii, PlayStation 2, PC, Mac            |
| 2009                   | Guitar Hero 5                     | Neversoft (X360 e PS3) Vicarious Visions (Wii) Budcat Creations (PS2)                        | RedOctane,Activision  | PlayStation 3, Xbox 360, Wii, PlayStation 2                     |
| 2010                   | Guitar Hero: Warriors of Rock     | Neversoft (X360 e PS3) Vicarious Visions (Wii)                                               | Activision            | PlayStation 3, Xbox 360, Wii                                    |
| 2015                   | Guitar Hero: Live                 | FreeStyleGames                                                                               | Activision            | Xbox 360, PlayStation 3, PlayStation 4, Xbox One, Wii U, Mobile |
| Spin-offs              |                                   |                                                                                              |                       |                                                                 |
| 2007                   | Guitar Hero Encore: Rocks the 80s | Harmonix                                                                                     | RedOctane, Activision | PlayStation 2                                                   |
| 2008                   | Guitar Hero: Aerosmith            | Neversoft (X360 e PS3) Aspyr Media Vicarious Visions (Wii) Budcat Creations (PS2)            | RedOctane,Activision  | PlayStation 3, Xbox 360, Wii, PlayStation 2, PC                 |
| 2009                   | Guitar Hero: Metallica            | Neversoft                                                                                    | RedOctane Activision  | PlayStation 3, Xbox 360, Wii, PlayStation 2                     |
| 2009                   | Guitar Hero: Smash Hits           | Neversoft                                                                                    | RedOctane Activision  | PlayStation 3, Xbox 360, Wii, PlayStation 2                     |
| 2009                   | Guitar Hero: Van Halen            | Neversoft (X360 e PS3) Vicarious Visions (Wii) Budcat Creations (PS2)                        | RedOctane,Activision  | PlayStation 3, Xbox 360, Wii, PlayStation 2                     |
| Portatéis              |                                   |                                                                                              |                       |                                                                 |
| 2007                   | Guitar Hero Carabiner             | Basic Fun, Inc.                                                                              | -                     | Portátil                                                        |
| 2007                   | Guitar Hero III Mobile            | Machineworks Northwest                                                                       | -                     | Celulares                                                       |
| 2008                   | Guitar Hero: On Tour              | Vicarious Visions                                                                            | Activision            | Nintendo DS                                                     |
| 2008                   | Guitar Hero III Backstage Pass    | Machineworks Northwest                                                                       | -                     | Celulares                                                       |
| 2008                   | Guitar Hero On Tour: Decades      | Vicarious Visions                                                                            | Activision            | Nintendo DS                                                     |
| 2009                   | Guitar Hero On Tour: Modern Hits  | Vicarious Visions                                                                            | Activision            | Nintendo DS                                                     |